# Lastovski i Mljetski kanal
Lastovski i Mljetski kanal este o arie protejată (sit de importanță comunitară — SCI) din Croația întinsă pe o suprafață de 108.495,43 ha, integral marine.

## Localizare
Centrul sitului Lastovski i Mljetski kanal este situat la coordonatele 42°50′25″N 17°11′44″E / 42.840256°N 17.195491°E.

## Înființare
Situl Lastovski i Mljetski kanal a fost declarat sit de importanță comunitară în iulie 2013 pentru a proteja 1 specie de animale.

## Biodiversitate
Situată în ecoregiunea marină mediteraneană, aria protejată nu include niciun habitat protejat.
La baza desemnării sitului se află o specie protejată de  mamifere: delfin mare (Tursiops truncatus).